# Хургинас, Алексис
Алексис Ху́ргинас (лит. Aleksys Churginas, 25 мая (7 июня) 1912, Ионава — 5 мая 1997, Вильнюс) — литовский поэт и переводчик; заслуженный деятель культуры Литовской ССР (1982).

## Биография
Родился в Ионаве. Окончил гимназию «Аушрос» в Каунасе. В 1931—1936 годах учился в Университете Витовта Великого, в 1936—1939 годах в университетах Парижа и Гренобля.
В 1945—1948 годах преподавал иностранную литературу в Каунасском университете.
За переводы зарубежной поэзии был удостоен Государственной премии Литовской ССР (1972). Заслуженный деятель культуры Литовской ССР (1982).
Похоронен в Вильнюсе на Антакальнисском коадбище.

## Творчество
Стихотворения начал публиковать в 1929 году. Первый сборник стихов вышел в 1946 году. В своём творчестве придерживался классической форме. Поэзии свойственны мотивы интимных переживаний, поэтизация гуманистических идеалов, обилие литературных ассоциаций, цитаты и парафразы, жанровое разнообразие (сонет, ода, гимн, другие формы).
Поэзия Хургинаса переводилась на русский язык. Автор свыше дюжины книг стихотворений — „Ugnis“ («Огонь», 1946), „Saulės taku“ («Солнечной тропой», 1947), „Ir tavo širdy“ («И в сердце моем», 1970), „Sietuva“ («Омут», 1973), „Blyksniai“ («Огоньки», 1976), „Verdenė“ («Родник», 1978), „Viržių midus“ («Вересковый мёд», 1981), „Skaidruma“ («Озарение», 1984), „Atodūsių tiltas“ («Мост вздохов», 1986; в русском переводе «Стихи о дружбе», 1984) и другие.

## Переводы
Переводил с английского, испанского, итальянского, латинского, немецкого, русского, французского языков.
Перевёл на литовский язык «Божественную комедию» Данте (1968—1971), трагедии Уильяма Шекспира «Гамлет», «Король Лир», «Макбет» и другие драматические произведения, а также сонеты, трагедию Гёте «Фауст» (первая часть 1960; вторая часть 1978), комедию Мольера «Тартюф» (1971), произведения Горация, Софокла, Овидия, Вергилия, Плавта, А. С. Пушкина (лирика и маленькие трагедии), М. Ю. Лермонтова, В. В. Маяковского, Дж. Г. Байрона, П. Кальдерона, П. Корнеля, Г. Лонгфелло, Ф. Гарсии Лорки и других поэтов и драматургов.

## Издания
- Ugnis. Kaunas: Valstybinė grožinės literatūros leidykla, 1946. 183 p.
- Saulės taku. Kaunas: Valstybinė grožinės literatūros leidykla, 1947. 120 p.
- Po Spalio žvaigžde. Vilnius: Valstybinė grožinės literatūros leidykla, 1950. 170 p.
- Ir tavo širdy. Dail. J. Plikionytė. Vilnius: Vaga, 1970. 174 p.
- Sietuva: eilėraščiai. Vilnius: Vaga, 1973. 112 p.
- Sankryža: eilėraščiai. Vilnius: Vaga, 1974. 103 p.
- Blyksniai. Dailininkas A. Žvilius. Vilnius: Vaga, 1976. 165 p.
- Verdenė: eilėraščiai. Iliustravo R. Gibavičius. Vilnius: Vaga, 1978. 240 p.
- Viržių midus. Iliustr. G. Didelytė. Vilnius: Vaga, 1981. 278 p.
- Ūkanų krantas: eilėraščiai. Iliustr. A. Žvilius. Vilnius: Vaga, 1983. 282 p.
- Skaidruma: eilėraščiai. Vilnius: Vaga, 1984. 301 p.
- Atodūsių tiltas: eilėraščiai. Iliustr. Rimantas Dichavičius. Vilnius: Vaga, 1986. 479 p.
- Metai ir mitai: eilėraščiai. Iliustr. Rimantas Dichavičius. Vilnius: Vaga, 1989. 447 p.